# Taranis allo
Taranis allo é uma espécie de gastrópode do gênero Taranis, pertencente a família Raphitomidae.